# Astrocladus annulatus
Astrocladus annulatus is een slangster uit de familie Gorgonocephalidae.
De wetenschappelijke naam van de soort werd in 1912 gepubliceerd door Matsumoto.